# Setaria forbesiana
Setaria forbesiana är en gräsart som först beskrevs av Christian Gottfried Daniel Nees von Esenbeck och Ernst Gottlieb von Steudel, och fick sitt nu gällande namn av Joseph Dalton Hooker. Setaria forbesiana ingår i släktet kolvhirser, och familjen gräs. Inga underarter finns listade i Catalogue of Life.